# Canal Oriental
Le canal Oriental est un canal qui n'est plus utilisé. Il relie le canal d'Entreroches au lac de Neuchâtel en traversant la plaine de l'Orbe en Suisse entre Orbe et Yverdon-les-Bains. Il devait faire partie d'un ensemble de canaux permettant de relier par voies navigables la mer du Nord et la mer Méditerranée par le plateau suisse.

## Histoire
Le canal Oriental doit son nom au fait qu'il se situe à l'est de la Thièle. De même à l'ouest de cette rivière se trouve le canal Occidental.
L'histoire du canal Oriental est liée à celle du canal d'Entreroches. Il s'agit de construire une portion de canal sans portes ni écluses qui relie ce dernier au eaux du Rhin par le lac de Neuchâtel.

### Contrôle des eaux de la plaine de l'Orbe
Durant la seconde partie du XIXe siècle, le canton de Vaud entreprend d'assécher la plaine de l'Orbe. Pour cela, il rachète le canal en 1872. Il entreprend d'importants travaux et la Petite Thièle finit par disparaître pour être remplacée entièrement par le canal Oriental. Désormais le canal  emprunte le lit de la Petite Thièle et reprend l'ancien lit du Buron qui a été déplacé plus à l'est.

### Période contemporaine
Le canal oriental a pour fonction principale de servir de déversoir pour les eaux de la plaine de l'Orbe. En effet, plusieurs rivières comme le Nozon n'ont pas leur lit étanche et pour éviter des crues, l'eau en excès est pompée et rejetée dans le canal. Dans la ville d'Yverdon, le canal sert de support à la mobilité douce.

## Faune
La faune piscicole, venue depuis le lac de Neuchâtel évolue dans ce canal et remonte jusqu'à celui d'Entreroches. En 1868, on recense la pêche de l'anguille, de la brème commune ainsi que du rotengle. La truite ainsi que le gardon y sont aussi présents de même que l'écrevisse à pattes blanches. Toutefois, le canal est victime d'une pollution au dinitrocrésol aux alentours de 1965 ce qui décimera toute la faune du canal.

## Galerie de photos

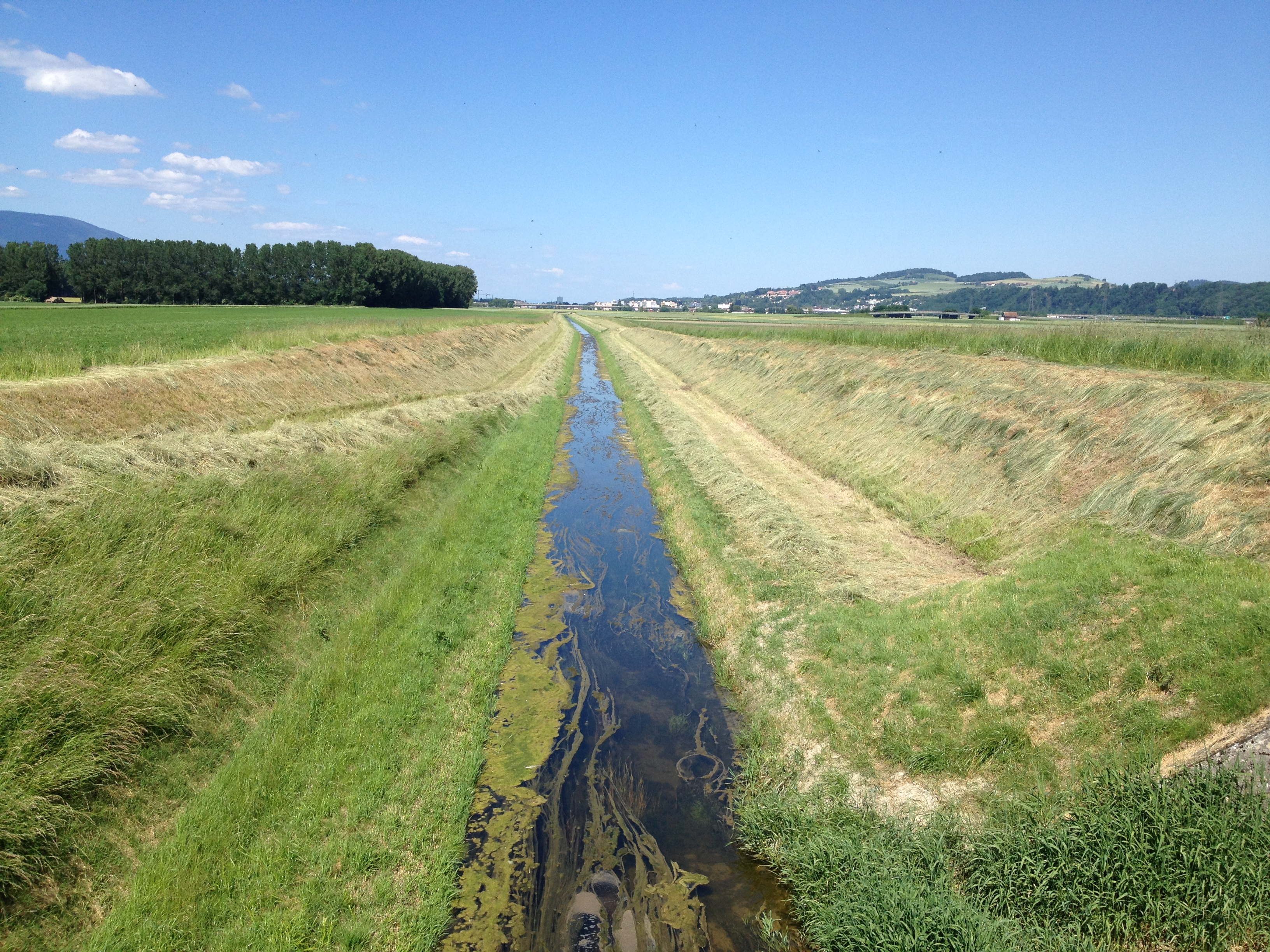
Le canal Oriental traversant la plaine de l'Orbe, ici à Épendes.
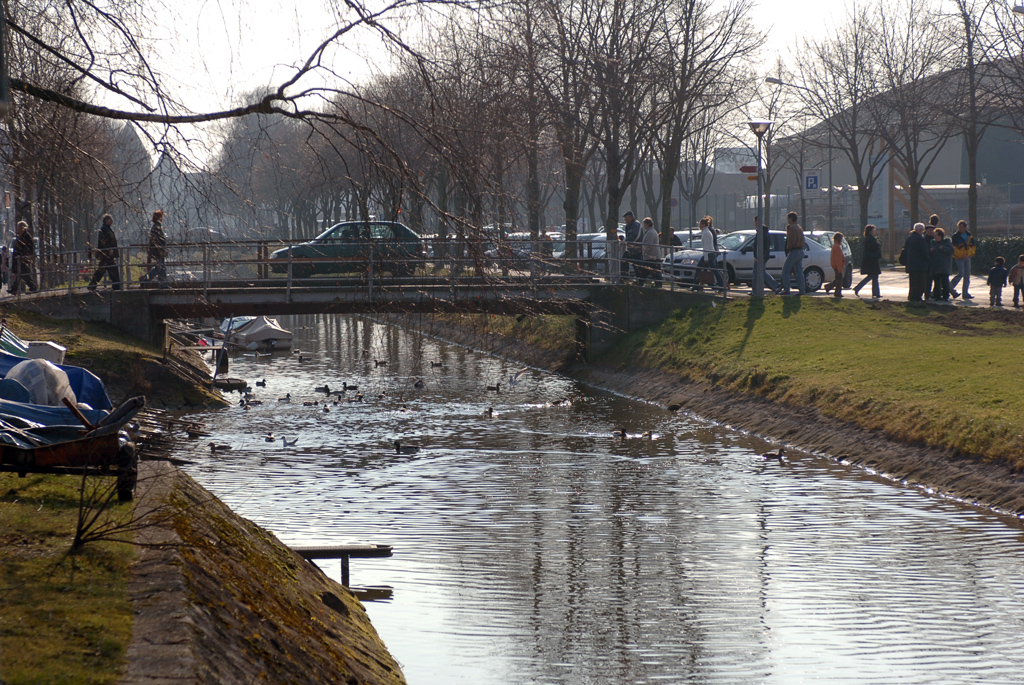
Embouchure du canal Oriental se jetant dans le lac de Neuchâtel.